# ТНТ International (Беларусь)
«ТНТ International» — белорусский развлекательный телеканал, сетка вещания которого базируется на базе международной версии ТНТ.
Правообладателем телеканала «ТНТ International» является компания ООО «Трио Медиа», которая наряду с рекламным агентством «Zoom Media» и телеканалом БелМузТВ входит в состав холдинга «БелМузТВ». Продажами рекламы на телеканале занимается ООО «Алькасар Медиа Групп».

## История
- В декабре 2014 года рекламное агентство «Алькасар Медиа Сервис» объявило о начале в 2015 году продаж рекламы на ТНТ-Comedy в Белоруссии, правами на вещание которого будет обладать ООО «Трио Медиа»[3].
- 20 февраля 2015 года «ТНТ International» начал тестовое вещание во всех базовых пакетах интерактивного телевидения «ZALA»[4].
- С 1 марта 2015 года «ТНТ International» стал доступен в кабельных сетях минского оператора МТИС[5].

## Вещание
Телеканал находится в списке необязательных телеканалов цифрового вещания Белоруссии.

## Логотип
- Логотип телеканала «ТНТ-International» идентичен логотипу ТНТ-Comedy, являющимся нынешним логотипом ТНТ с добавленной к нему красной, с закруглёнными краями полосой, с надписью «INTERNATIONAL», которая через пару минут меняется на слово «БЕЛАРУСЬ» и обратно. Находится в правом верхнем углу и убирается во время рекламы. В ноябре 2016 года логотип стал большим. На данный момент в логотипе только присутствует надпись INTERNATIONAL, без изменений.